# Robert Pferdmenges
Robert Pferdmenges (27. březen 1880 Mönchengladbach – 28. září 1962 Kolín nad Rýnem) byl německým bankéřem a politikem CDU. V letech 1950 až 1962 byl členem Bundestagu, tedy Německého spolkového sněmu. Byl blízkým přítelem prvního poválečného kancléře Německa Konrada Adenauera.

## Činnost ve II. světové válce
G. L. Rozanov uvádí, že politické a hospodářské cíle spiknutí z 20. července roku 1944 proti Adolfu Hitlerovi formulovaly německé bankovní a průmyslové koncerny a dále uvádí, že Robert Pferdmenges se dostal mezi podezřelé tohoto spiknutí. Ochranu před postihem mu měl poskytnout Ernst Kaltenbrunner, v letech 1942 – 1945 velitel Hlavního říšského bezpečnostního úřadu, RSHA.

## Vznik SRN
Podle G. L. Rozanova byl Robert Pferdmenges "otcem" budoucího západoněmeckého státu s tím, že v jeho bytě byla v říjnu 1949 vytvořena první vláda SRN v čele s Konradem Adenauerem.